# DubaiSat-1
DubaiSat-1（ドバイサット-1）は2009年に打ち上げられたアラブ首長国連邦の地球観測衛星。アラブ首長国連邦政府が初めて保有する人工衛星でもある。

## 概要
アラブ首長国連邦ドバイ政府が2006年に設立した先端科学技術研究所(Emirates Institution for Advanced Science and Technology:EIAST)はその重点研究分野として宇宙開発とエネルギー開発を掲げ、宇宙開発部門においては地球観測衛星の取得・運用をその第一歩と位置づけた。EIASTが計画した光学センサー搭載の地球観測衛星は韓国大田市の衛星製造企業SaTReCi社との間で2006年に製造契約が結ばれ、同時にEIASTは若手の技術者を韓国へ派遣し、設計製造への参加を通じて技術習得に当たらせることとなった。SaTReCi社の衛星バスSI-200を使用するDubaiSat-1は、6角柱の形状で打ち上げ後に3枚の太陽電池パネルを展開する。可視光と近赤外線の光学センサを搭載し最大解像度は2.5m。衛星本体を45度まで傾斜して撮影することが出来る。取得した衛星画像は都市計画、交通輸送、地図作成、砂嵐・旱魃などの自然災害や、原油流出など大規模な事故の情報収集に利用される。
2009年7月29日、DubaiSat-1を含む6基の小型衛星は、ドニエプルロケットによってバイコヌール宇宙基地より打ち上げられ、DubaiSat-1は昇交点地方時10時30分の太陽同期軌道に投入された。ミッションコントロールとデータ受信はドバイに建設されたEIASTの地上局によって行われる。パーム・アイランドなど大規模プロジェクトの進捗状況を撮影するのに利用され、2011年3月11日の東日本大震災に際しては国際災害チャータを通じてDubaiSat-1の衛星画像が日本に提供された。
後継機として地上解像度を1mに向上させたDubaiSat-2が2013年11月21日に打ち上げられ、さらに解像度70cmを目指すDubaiSat-3の計画が発表されている。

## 観測機器
- DMAC (DubaiSat-1 Medium-sized Aperture Camera)

マルチバンドイメージャ。可視光（青/緑/赤）から近赤外線に亘るマルチスペクトルの4バンド（波長420～890nm、解像度2.5m）およびパンクロマティックバンド（波長510～730nm、解像度5m）の撮影を行い観測幅は20km。集光部には口径30cmのリッチー・クレチアン反射望遠鏡を使用。撮像部にはCCDを5列に配置し、取得した帯状の走査イメージを合成処理するプッシュブルームイメージャ方式を採用している。
- SRM (Space Radiation Monitor)

電界効果トランジスタMOSFETを使用し、荷電粒子の電離作用によって衛星周囲の放射線量を測定する。